# 祖道重
祖道重（321年—？），后改名羡，字玄舒，小字休秃，范阳郡逎县（今河北省保定市涞水县）人，祖逖庶子，官至州治中。

## 生平
当初，祖逖有个胡人奴仆名叫王安，祖逖对他很好。祖逖在雍丘时，对王安说：“石勒是你的同族，我也不差你一个人。”祖逖于是给了王安许多财物将他送走了。王安以胆略和干才在石勒后赵官至左卫将军。太和三年（330年），投奔石勒的祖氏全族被石勒诛杀，王安叹息的说：“怎么可以让祖逖没有后裔？”王安带着许多随从到刑场观看，偷偷救下祖道重，将他藏起来出家做了僧人，祖道重当年才虚龄十岁。后赵灭亡后，祖道重前往东晋，改名羡，小字休秃。祖道重到了建康后，因为是祖逖的儿子，官宦互相前往看他。有的人问：“认识你父亲吗？”祖道重回答说：“认识，他的脸色凄惨如同麦饭，胡子白得就像狗大腿。”祖道重既是如此呆痴，于是婚姻和仕宦都失去水准，世人没有不叹息抱恨的。

## 后裔

### 儿子
- 祖肇，员外常侍[1]

### 曾孙
- 祖茂之[1]
- 祖法开[1]
- 祖献之[1]